# Staryj Karawan
Staryj Karawan (ukr. Старий Караван) – wieś na Ukrainie, w obwodzie donieckim, w rejonie kramatorskim. W 2001 liczyła 191 mieszkańców.